# X Window Display Manager
XDM (littéralement « X Display Manager ») est un gestionnaire de connexion graphique développé dans le cadre du projet X.Org.

## Historique
Développé au MIT par Keith Packard, XDM fut distribué pour la première fois en octobre 1988 dans la dernière version du système X Window pour prendre en charge les consoles graphiques récemment introduites sur le marché.
Le programme a donc vu le jour pour exploiter une avancée technologique et est devenu de fait l‘application par défaut dans son domaine. Certains diront que l‘arrivée une décennie plus tard des environnements de bureau lui fut fatale. Les utilisateurs ont en effet eu tendance à utiliser d’autres gestionnaires tels que GDM, KDM ou Entrance. XDM ne propose pas toutes les fonctionnalités que l'on peut trouver dans les autres programmes, comme l‘accessibilité et l‘internationalisation, mais il est encore utilisé par endroits pour des raisons historiques.

## Description et utilisation
XDM se présente sous la forme d'une simple boîte de dialogue, sans la liste d'utilisateurs, contrairement à GDM et KDM. XDM est très simpliste, basiquement, c'est une boîte blanche avec deux champs, un pour l'identifiant, et l'autre pour le mot de passe. Pour ouvrir une session, il suffit de sélectionner son utilisateur et d'entrer son mot de passe. Il n'offre pas la possibilité de choisir le gestionnaire de fenêtres que l'on souhaite utiliser.
L'apparence de XDM peut être améliorée grâce à XBanner, un utilitaire permettant de définir un fond d'écran, d'afficher un message de bienvenue, etc.